# Pochod proti proudu
Pochod proti proudu je turistická společenská akce, jejíž první ročník se uskutečnil v roce 2017 u příležitosti 101. výročí protržení Přehrady Desná. Snahou organizátorů pochodu bylo podpořit navázání vzájemných vztahů mezi obyvateli různých míst Jizerských hor a jejich podhůří. Iniciátory myšlenky jsou frýdlantský starosta Dan Ramzer a Jaroslav Zeman, nejvyšší představitel Albrechtic v Jizerských horách.

## Ročník 2017
Během prvního ročníku, jenž se konal v sobotu 16. září 2017, vedly k pozůstatkům Protržené přehrady tři trasy. Nejdelší, od turistické chaty Smědava, měřila 7,5 kilometru. Další dvě, šestikilometrové, přiváděli do cíle poutníky od sportovního hřiště v Desné a od obdobného místa v Albrechticích v Jizerských horách. Ve 14 hodin se pak u pozůstatků přehrady konala vzpomínková bohoslužba vedená vojenským kaplanem Petrem Šabakou. Turisté, kteří sem dorazili, dostali upomínkovou magnetku s motivem Protržené přehrady.